# Omer Shapira
Omer Shapira em 2018
Omer Shapira (nascida em 9 de setembro de 1994) é uma ciclista profissional israelita. Foi campeã de Israel em estrada em 2017, 2018 e 2019. É uma escaladora.

## Biografia
Na Volta à Califórnia, na segunda etapa, Kathrin Hammes e Omer Shapira passam à ofensiva. Depois são apanhadas por Coryn Rivera na descida para Mount Baldy Village. Na ascensão final, Shapira distancia seus colegas de escapada. Katie Hall e Anna van der Breggen passam-na no final da ascensão. É quinta da etapa. Sobre a última etapa, Hannah Barnes mostra-se activa. Lisa Klein é sexto do sprint À classificação geral, Omer Shapira é oitava. Em junho, consegue o título de campeã de Israel em estrada.

## Vida privada
Omer Shapira é casada com o ciclista israelita Guy Sagiv. O casal vive em Espanha em Girona

## Palmarés

### Por ano
- 2014
  - 3.º do campeonato de Israel em estrada
- 2015
  - 2.º do campeonato de Israel em estrada
- 2016
  - 3.º do campeonato de Israel em estrada
  - 3.º do campeonato de Israel do contrarrelógio
- 2017
  -  Campeã de Israel em estrada
- 2018
  -  Campeã de Israel em estrada
  - 2.º do campeonato de Israel do contrarrelógio
- 2019
  -  Campeã de Israel em estrada
    - 1.ª etapa do Giro d'Italia (contrarrelógio por equipas)

  - 2.º do Scorpions' Pass TT
  - 3.º do Afrodita Cycling Race
  - 3.º da Colorado Classic
- 2020
  -  Campeã de Israel em estrada
  -  Campeã de Israel do contrarrelógio
- 2021
  -  Campeã de Israel em estrada

### Classificações mundiais
| Ano            | 2014 | 2015 | 2016 | 2017 | 2018 | 2019 | 2020 | 2021 | 2022 |
| -------------- | ---- | ---- | ---- | ---- | ---- | ---- | ---- | ---- | ---- |
| UCI Ranking    | 403. | 401. | 177. | 189. | 226. | 60.  | 130. | 110. | 174. |
| UCI World Tour |      |      | -    | -    | 167. | 73.  | 75.  | 174. | 197. |
|                |      |      |      |      |      |      |      |      |      |
| Fonte: UCI     |      |      |      |      |      |      |      |      |      |